# Міклош Месена
Міклош Месена (угор. Meszéna Miklós, нар. 14 грудня 1940, Будапешт, Угорщина — 29 липня 1995, Будапешт, Угорщина) — угорський фехтувальник на шаблях, бронзовий призер Олімпійських ігор 1968 року, чемпіон світу.

## Виступи на Олімпіадах
| Олімпіада   | Дисципліна     | Місце |
| ----------- | -------------- | ----- |
| Токіо 1964  | командна шабля | 5     |
| Мехіко 1968 | командна шабля | 3     |